# Burmas historia
Myanmars historia är lång och komplex. Många olika folkslag har bott i regionen varav mon är det äldsta. Under 800-talet immigrerade bamarfolket från området runt den dåvarande kinesisk-tibetanska gränsen till området runt floden Irrawaddy. Detta folkslag utgör nu Burmas etniska majoritetsbefolkning. Burma delar till stor del sin historia med grannländerna Kina, Indien, Bangladesh, Laos och Thailand.

## Mon
Människor bebodde det område som nu är Burma för så länge som 11 000 år sedan men den första civilisation man kan identifiera tillhörde monfolket. Detta folk började förmodligen invandra till regionen omkring 3000 f.Kr. Enligt muntlig tradition ska de ha fått kontakt med buddhismen så tidigt som 200-talet f.Kr. genom sjöfarare, men på 100-talet f.Kr. hade buddhismen definitivt nått dem genom munkar från Ashoka. Mycket av monfolkets skrivna källor har gått förlorade genom krig. De blandade sin egen kultur med inslag från Indien och skapade en hybrid av de två civilisationerna.

## Pyu

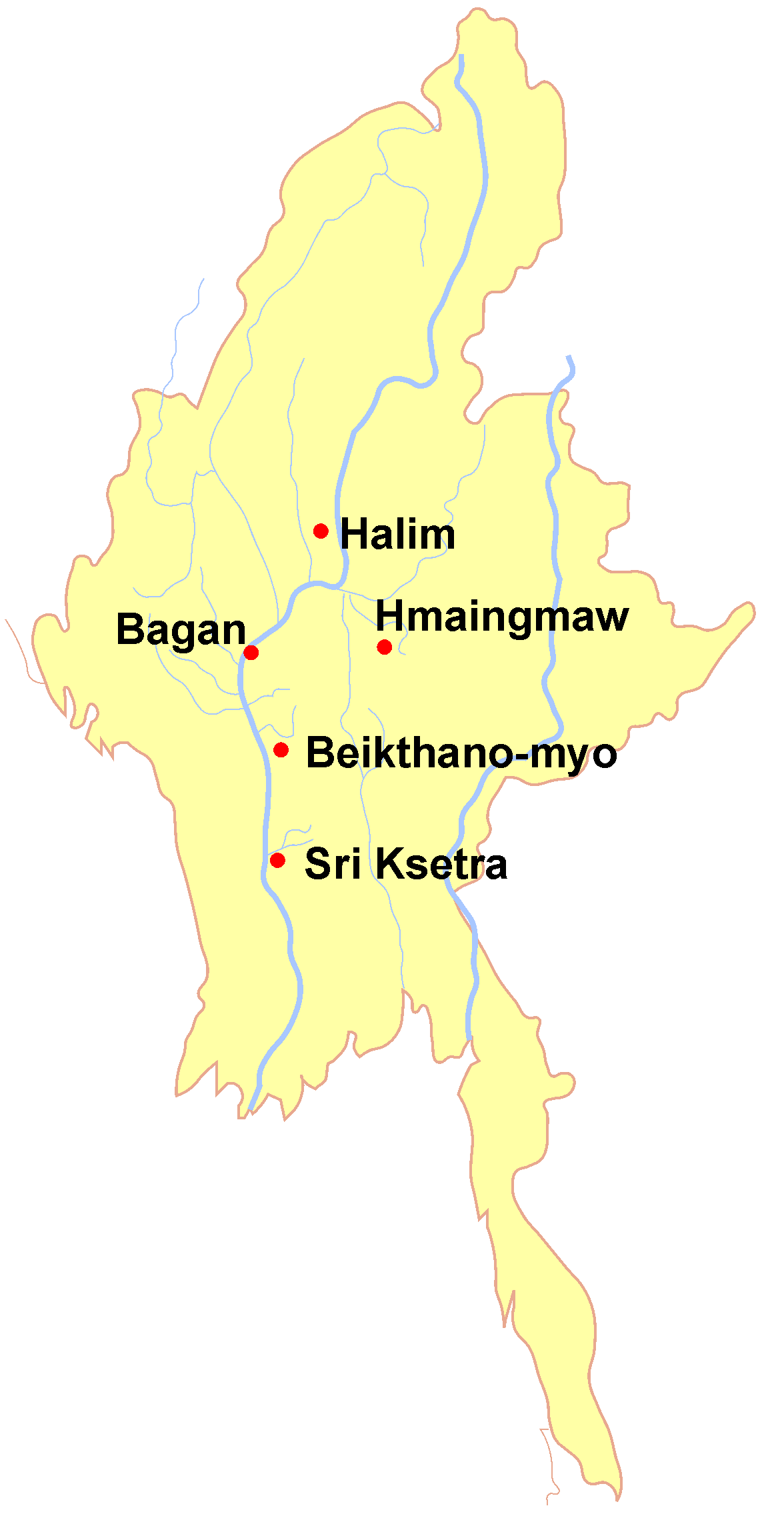
Burma

Pyufolket nådde Burma under det sista århundradet före Kristus och etablerade kungariken kring städerna Binnaka, Mongamo, Sri Ksetra, Peikthanomyo och Halingyi. Under den tiden var Burma en del av handelsvägen mellan Indien och Kina. Kinesiska källor hävdar att Pyu kontrollerade 18 kungariken och beskriver dem som "ett vänligt och fredligt folk". Krig var så gott som okänt bland Pyu och konflikter avgjordes ofta genom envig eller genom byggnadstävlingar. De avstod till och med från att bära siden för att undvika att döda silkesmaskar. Brott bestraffades med spöstraff och det fanns inga fängelser, även om allvarliga brott kunde medföra dödsstraff. Pyu praktiserade theravadabuddhism och alla barn levde som noviser i templen mellan sju och tjugo års ålder.
Pyufolkets stadsstater förenades aldrig i ett enat kungarike men de större städerna dominerade ofta och begärde tribut från de mindre. Den mäktigaste stadsstaten var Sri Ksetra som arkeologiska undersökningar antyder var den största stad som byggts i Burma. Exakt när den grundades är okänt men det bör vara före ett skifte av dynastier år 94 som omtalas i pyufolkets krönikor. Staden övergavs uppenbarligen 656 till förmån för en mer nordlig huvudstad vars exakta placering är okänd. Vissa historiker tror att det var Halingyi. Var den nya staden än var placerad plundrades den av kungariket Nanzhao i mitten av 800-talet varefter pyufolkets dominans avtog.

## Kungariket Pagan

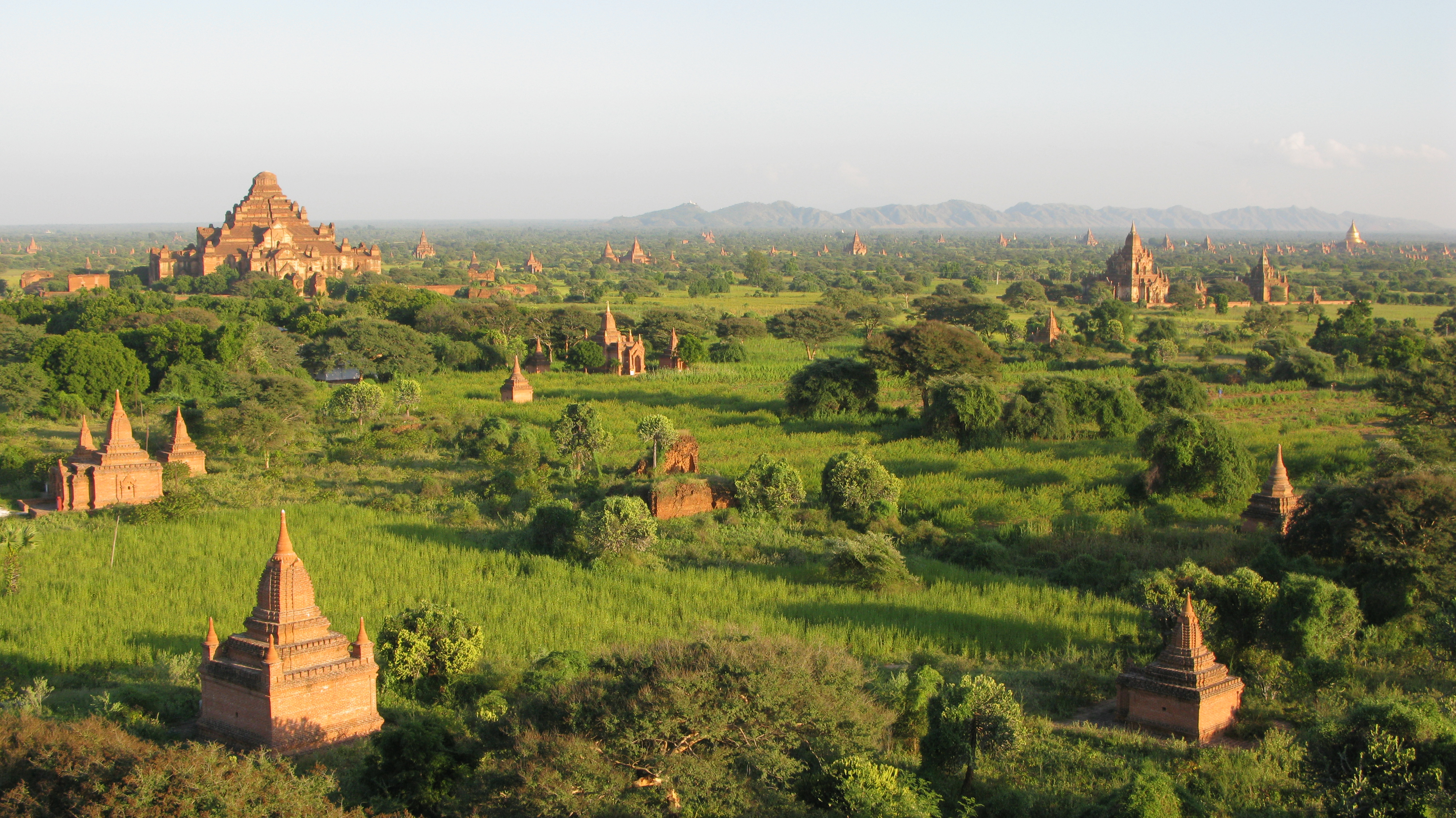
Tempel i Pagans gamla huvudstad

I norr hade ett annat folk, bamar, också börjat bosätta sig. År 849 hade de grundat ett mäktigt rike kring staden Pagan (idag stavad "Bagan") och fyllt det tomrum Pyu lämnat. Kungariket växte i relativ isolation fram till regeringstiden för kung Anawrahta (1044-1077) som enade Burma genom att besegra Mon-staden Thaton 1057. Riket befästes vidare under de efterföljande kungarna Kyanzittha (1084-1113) och Alaungsithu (1112-1167) så att vid mitten av 1100-talet var större delen av Sydostasien kontrollerat av antingen Pagan-riket eller khmerriket. Pagan-riket genomgick en nedgång när alltmer land och resurser togs över av den mäktiga buddhistiska rörelsen sangha samtidigt som mongolerna hotade norrifrån. Den siste sanne kungen av Pagan, Narathihapate (1254-1287) var säker på sin förmåga att motstå mongolerna och gick norrut in i Yunnan 1277 för att föra krig mot dem. Han genomled ett totalt nederlag i slaget vid Ngasaunggyan och därefter föll Pagan-rikets motstånd samman. Kungen mördades av sin son. Mongolerna erövrade det mesta av riket och satte en marionett på tronen 1289. 1298 bildades kungariket Myinsaing

## Ava och Pegu (cirka1364-1555)
Efter Pagans kollaps splittrades Burma. En burmesisk avadynasti uppstod i staden Ava 1364. En kultur återuppstod i Pagan och en storhetstid för burmesisk litteratur följde. Kungariket saknade lätt försvarbara gränser och det föll för shanfolket 1527.
I södra Burma etablerade sig en mondynasti, först i staden Martaban och sedan i Pegu. Under kung Rajadhirats regeringstid (1383-1421) låg Ava och Pegu i ständigt krig. Drottning Baña Thaus fredliga regeringstid 1453-1472 slutade med att hon valde munken Dhammazedi (1472-1492) som sin efterträdare. Under honom blev Pegu ett centrum för handel och theravadabuddhism.
Ava låg i ständigt krig med taifurstar (shanfurstar) i norr vid gränsen mot Yunnan. Huvudstaden Ava utsattes för upprepade tairäder och Ava sände trupper norrut för att anfalla vasallstater till tai, som Mong Mao. Mingdynastin i Kina försökte flera gånger mäkla fred med traditionell kinesisk diplomati. Tidvis drogs Ava in i strider mellan Tai och Ming i Yunnan.

## Toungoodynastierna
Kung Mingyinyo grundade den första Toungoodynastin (1486–1599) i Toungoo, söder om Ava, mot slutet av Avadynastin. Efter att Ava fallit för en invasion av Shan-folket 1527 flyttade många burmeser från Ava till Toungoo, vilken blev ett nytt maktcentrum i Burma. Mingyinyos son Tabinshwehti (1531-1550) enade det mesta av Burma. Vid den tiden hade den geo-politiska situationen i Sydostasien förändrats dramatiskt. Shanfolkets makt växte i norr i kungariket Ayutthaya medan portugiserna anlänt i söder och erövrat Malacka. Med ankomsten av europeiska handelsmän blev Burma åter ett viktigt handelscentrum och Tabinshwehti flyttade sin huvudstad till Pegu på grund av dess strategiska läge som handelsstad. Han lyckades även ta kontroll över södra Burma men hans kampanjer norrut mot Arakan, Ayutthaya och Ava var inte framgångsrika.
När Bayinnaung (1551-1581), Tabinshwehtis svåger, besteg tronen inledde han en serie erövringskrig och invaderade flera stater, bland annat Manipur 1560 och Ayutthaya 1569. Hans krig pressade emellertid Burma till det yttersta och de återvann snart sin självständighet. 
Med uppror i flera städer och förnyade portugisiska intrång drog sig Toungdoo-monarkerna tillbaka från södra Burma och grundade en ny dynasti i Ava. Bayinnaungs sonson, Anaukpetlun, enade åter Burma 1613 och satte stopp för portugisiska försök att erövra landet. Hans efterträdare, Thalun återinförde principerna för det gamla Pagan-riket men koncentrerade sig på religiösa förtjänster och ägnade den södra landsänden lite uppmärksamhet. Uppmuntrade av fransmännen i Indien gjorde Pegu uppror mot Ava vilket ytterligare försvagade staten, som föll 1752.

## Konbaungdynastin
Det tog inte lång tid innan en ny dynasti, Konbaung, trädde fram och förde Burma till sin främsta höjdpunkt dittills. En populär burmesisk ledare vid namn Alaungpaya drev ut Pegustyrkorna ur norra Burma 1753 och hade 1759 erövrat Pegu med total underkastelse av monfolket, och södra Burma som följd, samt återtagande av kontrollen över Manipur. Han placerade för en kort tid sin huvudstad i Dagon, som han döpte om till Yangon. Han marscherade mot Ayutthaya men insjuknade och var tvungen att avsluta invasionen och dog på väg hem. Hans näst äldste son Hsinbyushin (1763-1776) återvände till Ayutthaya och erövrade landet 1767. Till och med Kina började frukta den burmesiska expansionen i söder och sände trupper men Hsinbyushin slog tillbaka fyr kinesiska invasionsförsök mellan 1766 och 1769. En annan av Alaungpayas söner, Bodawpaya (1781–1819), förlorade Ayutthaya men erövrade Arakan och Tenasserim. I januari 1824, under kung Bagyidaws regeringstid (1819-1837), lyckades en burmesisk general vid namn Mahabandoola erövra Assam vilket gjorde att Burma hamnade ansikte mot ansikte med brittiska intressen i Indien.

## Krig medStorbritannien
Burmas expansion fick konsekvenser längs hela dess gränser. Allteftersom gränserna flyttades närmare brittiska Indien uppstod problem med att såväl flyktingar som militär korsade dåligt definierade gränser. Som ett svar på burmesisk expansion och även direkta attacker gjorde britterna och Siam gemensam sak mot Burma 1824. Kriget slutade med en brittisk seger 1826 och Burma förlorade tidigare erövrade områden i Assam, Manipur och Arakan. Britterna tog även kontroll över Tenasserim med avsikten att använda provinsen i framtida förhandlingar med antingen Burma eller Siam. Britterna kom allt mer att åtrå Burmas resurser och hamn under en period då det brittiska imperiet expanderade mycket snabbt. År 1852 sände britterna en representant till Burma för att diskutera ett antal punkter kring det tidigare fredsavtalet. Burmeserna gick omedelbart med på flera eftergifter, bland annat avskedandet av den guvernör som britterna tagit för sitt casus belli. Den brittiske representanten Lambert lyckades så småningom provocera fram den flottkonfrontation som blev upphovet till det andra kriget mellan britterna och Burma. Detta krig slutade med att britterna annekterade Peguprovinsen och döpte om den till Nedre Burma. Kriget resulterade även i en palatsrevolt i Burma där kungen Pagan Min (1846–1852) ersattes av sin bror Mindon Min (1853-1878). Kung Mindon försökte modernisera Burmas ekonomi och förvaltning för att stå emot britterna och han anlade en ny huvudstad, Mandalay, som han fortsatte att befästa. Detta räckte emellertid inte för att stoppa britterna, som hävdade att Mindons son Thibaw Min (1878–1885) var en tyrann som tänkte ställa sig på fransmännens sida, att han förlorat kontrollen över sitt land och tillåtit oroligheter att sprida sig över gränserna och att han gjorde avsteg från ett avtal hans far undertecknat. Britterna förklarade åter krig 1885 och erövrade återstoden av landet.

## Brittiskt styre
Burma var sedan en brittisk koloni fram till självständigheten 1948.
Storbritannien gjorde Burma till en provins i Indien 1886 med Rangoon som huvudstad. Det traditionella burmesiska samhället förändrades drastiskt med monarkins fall och separationen av stat och religion. Även om kriget officiellt tog slut efter bara några veckor fortsatte motståndet mot britterna i de norra delarna fram till 1890. Till slut blev britterna tvungna att ödelägga hela byar och utse nya lokala tjänstemän för att få stopp på gerillaaktiviteterna. Samhällets ekonomiska struktur förändrades också dramatiskt. När Suezkanalen öppnades ökade efterfrågan på burmesiskt ris drastiskt och nya landområden öppnades för odling. För att kunna öppna nya marker var emellertid bönderna tvungna att låna pengar av indier (kallade chettiar). Räntorna var höga och ofta tvingades bönderna sälja boskap och land och till och med flytta när de inte klarade av att betala av lånen. En stor del av arbetstillfällena gick till indisk arbetskraft och hela byar blev laglösa när de blev stråtrövare. När den burmesiska ekonomin växte förblev makten och inkomsterna i händerna på ett fåtal brittiska bolag och inflyttad arbetskraft från Indien. Tjänstemän var i stor utsträckning indier och burmeser var även förhindrade att tjänstgöra i armén. Även om landet blomstrade fick folket inte del av de nya tillgångarna. 
Vid sekelskiftet hade en nationalistisk rörelse börjat ta form i Young Men's Buddhist Associations (YMBA), efter förebilden KFUM, eftersom det koloniala styret tillät religiösa organisationer. De efterföljdes senare av General Council of Burmese Associations (GCBA) som var sammanbundna med Wunthanu athin eller "nationella föreningar" som växte fram i byar runt om Burma. En ny generation burmesiska ledare kom fram under början av 1900-talet bland de burmeser som tilläts resa till England för att studera juridik. De kom tillbaka med övertygelsen att Burmas situation kunde förbättras genom reformer. Progressiva konstitutionella reformer i början av 1920-talet ledde fram till ett parlament med begränsad makt, ett universitet och ökad autonomi inom den indiska administrationen. Man började även arbeta för att öka andelen burmeser bland de offentliganställda tjänstemännen. I vissa kretsar ansåg man dock att reformerna inte var tillräckliga och att förändringarna inte skedde snabbt nog.

## Modern historia
Under andra världskriget växte den burmesiska frihetsrörelsen i styrka, särskilt sedan japanerna efter erövringen av Burma 1943 erkänt Burmas självständighet. Val till en konstituerande församling ägde rum 1947. År 1948 blev Burma en självständig republik, sedan Storbritanniens parlament godkänt oavhängighetslagen för Burma.
General Ne Win genomförde 1962 en militärkupp och upprättade ett militärt revolutionsråd som landets regering. Ne Win utvecklade en buddhistisk socialism under sträng isolering från omvärlden. Landets federala uppbyggnad behölls, men kompletterades med en hierarki av arbetar- och bonderåd. Ett nytt parti under namnet Myanmars socialistiska programparti grundades och fick status som enda tillåtna parti. Näringslivet förstatligades efter sovjetiskt mönster. 
På 1980-talet skedde en försiktig liberalisering, men läget skärptes åter 1988 när massdemonstrationer med krav på demokrati slogs ned med våld. Oppositionen segrade i flerpartival men en övergång till civilt styre förhindrades. Det folkliga motståndets samlande symbol, Aung San Suu Kyi (dotter till frihetskämpen Aung San), sattes i husarrest och kriget mot minoriteterna fortsatte. Den internationella kritiken var hård, särskilt efter regimens övergrepp mot muslimerna 1992 där flera hundra tusen flydde till det muslimska grannlandet Bangladesh. Aung San Suu Kyi, som fick Nobels fredspris 1991, släpptes 1995 och återtog ledningen för oppositionspartiet NLD. Trots samtal mellan regimen och oppositionen har inte repressionen upphört. Flera gerillagrupper har dock lagt ned vapnen eller tvingats lämna landet. 
ASEAN-ländernas beslut 1997 att acceptera Burma som medlem har lett till internationell kritik.